# Nettoloon
Het nettoloon is het resultaat van het brutoloon waar onder andere belasting en sociale premies van zijn afgetrokken. Afhankelijk van lokale (nationale) wetgeving houdt de werkgever deze belasting en premies in op het brutoloon om deze af te dragen aan de overheid. In tegenstelling tot het brutoloon is het nettoloon daarmee het bedrag dat de werknemer daadwerkelijk van de werkgever uitbetaald krijgt.

## België
Het nettoloon wordt op verschillende manieren berekend.
Bij een arbeider wordt dit meestal per uur berekend en bij een bediende per maand. 
De afhouding op het loon van de RSZ (Rijksdienst voor Sociale Zekerheid) wordt berekend op 108% van het totale maandloon, daarvan wordt 13,07% doorgestort naar de RSZ. Dan worden nog eens de belastingen in mindering gebracht (o.a. bedrijfsvoorheffing), zodat je het nettoloon overhoud.

### Voorbeeld[1]
Berekening voor een bij zijn ouders inwondende arbeider.
- Volgens CAO
- €8,68 / uur
- 22 werkdagen
- 7,5 uur / dag

Brutoloon = 1432,20
1) Afhouding RSZ = {\displaystyle 1432,20*108\%=1546,78*13,07\%=202,16}
2) Belastbaar loon = {\displaystyle 1432,20-202,16=1230,04}
3) Bedrijfsvoorheffing (schalen 1/1/2004) = {\displaystyle 237,09}
4) Nettoloon = {\displaystyle 1230,04-237,09=992,95}
5) Werkelijk bedrag op de rekening = €992,25

## Nederland
In Nederland is het gebruikelijk dat de werkgever en werknemer een brutoloon afspreken. Het is echter ook mogelijk dat de partijen een nettoloon afspreken. In dat geval dient de werkgever dit afgesproken nettoloon te bruteren, dat wil zeggen het brutoloon vast te stellen dat na inhoudingen van belastingen en sociale premies leidt tot het afgesproken nettoloon. Deze exercitie (brutering genaamd) is noodzakelijk omdat de werkgever veelal wel verplicht is belastingen en sociale premies af te dragen indien een nettoloon wordt afgesproken.